# Parafia Najświętszego Serca Pana Jezusa w Pagorzynie
Parafia Najświętszego Serca Pana Jezusa w Pagorzynie – parafia znajdująca się w diecezji rzeszowskiej w dekanacie bieckim.